# Ventilago
Ventilago är ett släkte av brakvedsväxter. Ventilago ingår i familjen brakvedsväxter.

## Bildgalleri

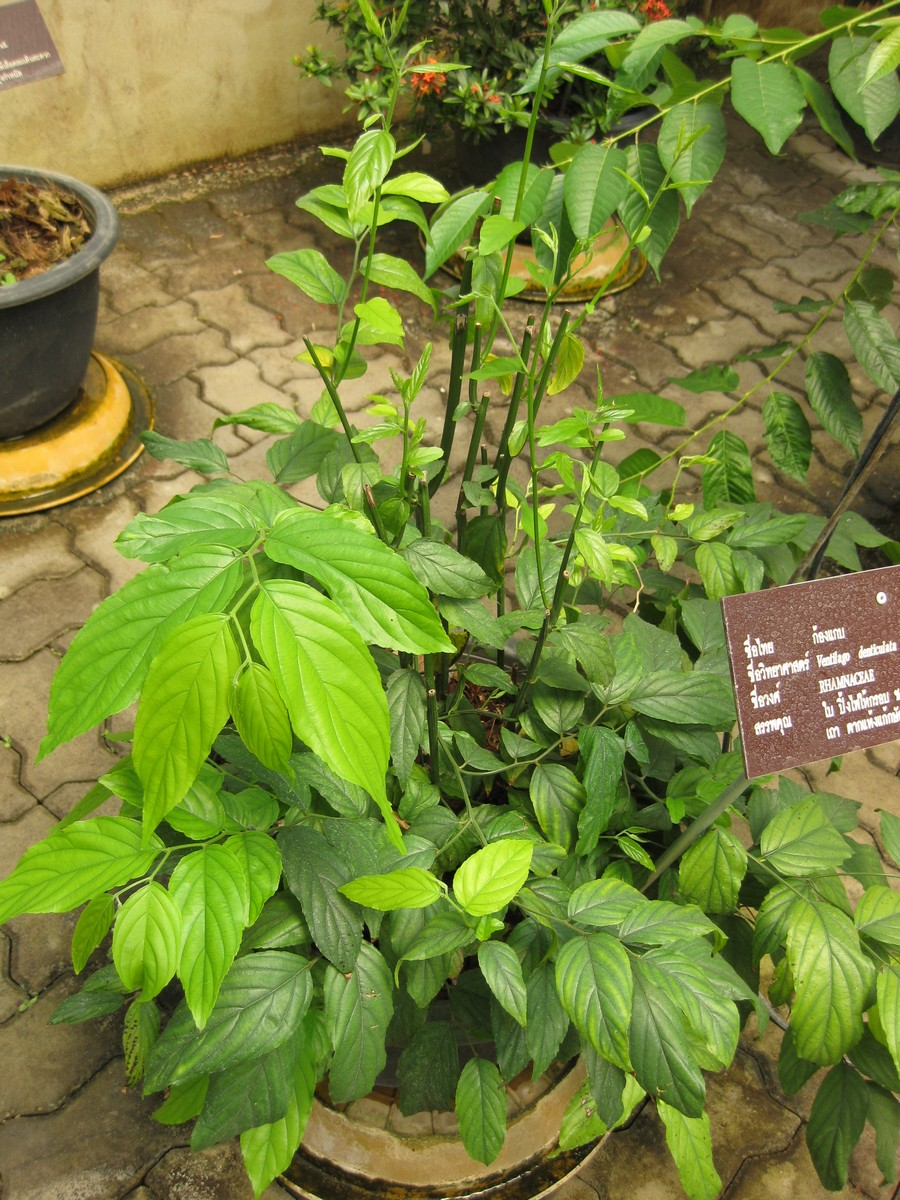
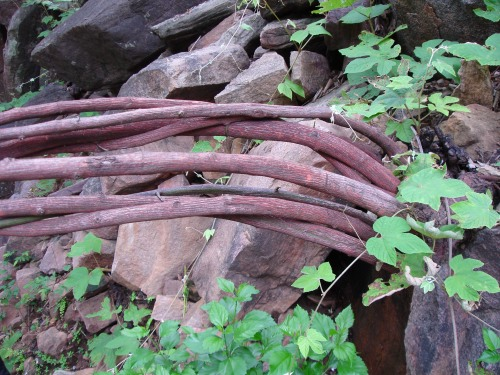

## Dottertaxa tillVentilago, i alfabetisk ordning[1]
- Ventilago africana
- Ventilago borneensis
- Ventilago brunnea
- Ventilago buxoides
- Ventilago cernua
- Ventilago cristata
- Ventilago denticulata
- Ventilago dichotoma
- Ventilago diffusa
- Ventilago elegans
- Ventilago fasciculiflora
- Ventilago fascigera
- Ventilago gamblei
- Ventilago gladiata
- Ventilago goughii
- Ventilago harmandiana
- Ventilago inaequilateralis
- Ventilago kurzii
- Ventilago lanceolata
- Ventilago laotica
- Ventilago leiocarpa
- Ventilago leptadenia
- Ventilago lucens
- Ventilago luzonensis
- Ventilago madaraspatana
- Ventilago maingayi
- Ventilago malaccensis
- Ventilago microcarpa
- Ventilago multinervia
- Ventilago neocaledonica
- Ventilago nisidai
- Ventilago oblongifolia
- Ventilago ochrocarpa
- Ventilago palawanensis
- Ventilago papuana
- Ventilago pauciflora
- Ventilago pseudocalyculata
- Ventilago pubiflora
- Ventilago viminalis
- Ventilago vitiensis
- Ventilago zhengdei